# Svinčany
Svinčany (en allemand : Swintschan) est une commune du district et de la région de Pardubice, en République tchèque. Sa population s'élevait à 573 habitants en 2024.

## Géographie
Svinčany se trouve à 13 km au sud-ouest de Pardubice et à 87 km au nord de Prague.
La commune est limitée au Choltice au nord, par Jeníkovice et Klešice à l'est, par Heřmanův Městec au sud-est, par Načešice et Stojice au sud, et par Svojšice et Chrtníky à l'ouest.

## Histoire
La première mention écrite du village date de 1226.

## Administration
La commune se compose de deux sections :
- Raškovice
- Svinčany

## Transports
Par la route, Svinčany se trouve à 4,5 km de Heřmanův Městec, à 17 km de Pardubice et à 114 km de Prague. 